# 鐵砲玉
鐵砲玉，源自日文中的鉄砲玉(てっぽうだま），用來代表「一去不回的人」。後來也用來代表「執行一去不回任務的人」。

## 簡介
日本極道社會的用語，代表被指派去暗殺敵對組織成員的「執行者」。
近年也泛指「送去敵對組織的殺手」。
美國的犯罪用語中也稱為「One Way Ticket」。